# Hyponatriæmi
Hyponatriæmi (saltmangel) også kaldet vandforgiftning er en tilstand, hvor kroppen har en mangel af natrium. Mangel på salt kan føre til kramper i musklerne.
Tilstanden opstår, når der er en ubalance mellem mængden af vand og elektrolytter i kroppen, især natrium. Det kan forekomme, hvis man drikker meget store mængder vand på kort tid uden at erstatte de tabte elektrolytter. Hyponatriæmi kan være farligt og i alvorlige tilfælde forårsage symptomer som kvalme, opkastning, hovedpine, forvirring, kramper og endda koma eller død.
Et tegn på hyponatræmi i husdyr er, at dyret slikker på genstande af metal og træ.